# Neogoniolithon strictum
Neogoniolithon strictum (Foslie) Setchell & L.R. Mason, 1943  é o nome botânico  de uma espécie de algas vermelhas pluricelulares do gênero Neogoniolithon, família Corallinaceae, subfamília Mastophoroideae.
- São algas marinhas encontradas na Flórida, Venezuela, Colômbia (Atlântico), Bahamas, Cuba, Hispaniola, Jamaica, Porto Rico, Virgens e Belize.

## Sinonímia
- Goniolithon strictum  Foslie, 1901